# Дюрих, Ярослав
Ярослав Дюрих (чеш. Jaroslav Durych; 2 декабря 1886, Градец-Кралове, Австро-Венгрия — 7 апреля 1962, Прага, Чехословакия) — чешский прозаик и поэт. Самые значительные его произведения — исторические трилогии «Скитание» и «Реквием», тетралогия «Бесполезные слуги».

## Биография
Ярослав Дюрих родился в 1886 году в Градце-Кралове в семье журналиста. Он рано потерял родителей, но тем не менее смог окончить гимназию и медицинский факультет Пражского университета. Дюрих стал военным врачом, некоторое время провёл на фронтах Первой мировой войны (в Галиции и Северной Италии). Ещё в студенческие годы он публиковал в периодической печати первые стихи и переводы. В 1915 году увидела свет его первая пьеса («Святой Георгий»), в 1919 году — первый роман «На горах» и первый сборник рассказов, «Три дуката», сделавший имя Дюриха довольно известным.
В 1923 году Дюрих начал издавать журнал «Размах», на страницах которого активно высказывался в том числе на общественно-политические темы. По своим взглядам Дюрих был «правым» и ультра-католиком; он критиковал Карела Чапека за его пацифизм, выступал против социалистов, делился своим неприятием учения Яна Гуса. Дюриху часто оппонировали представители левого лагеря. При этом литературные произведения Дюриха пользовались всё большим успехом. В частности, он написал две трилогии о Валленштейне (цикл романов «Скитание» и цикл рассказов «Реквием»), тетралогию об иезуитах «Бесполезные слуги», издал ряд поэтических сборников.
Накануне Второй мировой войны Дюрих скорректировал свои позиции в сторону центризма. Он успел примириться с Чапеком накануне его смерти. В 1939 году Дюрих ушёл в отставку, перестал печататься и все последующие годы вёл уединённую жизнь. После коммунистического переворота в Чехословакии (1948 год) Дюриха перестали издавать и называли только «бывшим писателем». Его смерть в 1962 году осталась незамеченной. О Дюрихе и его произведениях снова вспомнили только после «Бархатной революции» 1989 года.

## Список произведений
- Святой Георгий (1915, пьеса);
- На горах (1919, роман);
- Три дуката (1919, сборник рассказов);
- Святой Войтех (1921, пьеса);
- Святой Вацлав (1924, пьеса);
- Маргаритка (1925, роман);
- Канун Рождества (1926, пьеса);
- Скитания (Блуждания[6], 1929, романная трилогия);
- Реквием (1930, цикл рассказов);
- Пани Анешка Беркова (1931, роман);
- Песнь о розе (1934, роман);
- Мясопуст (1938, роман);
- Бесполезные слуги (1940—1961, романная тетралогия):
- Душа и звезда (роман);
- Божья радуга (роман, издан в 1969, посмертно);
- Дети (роман).